# برستورانت

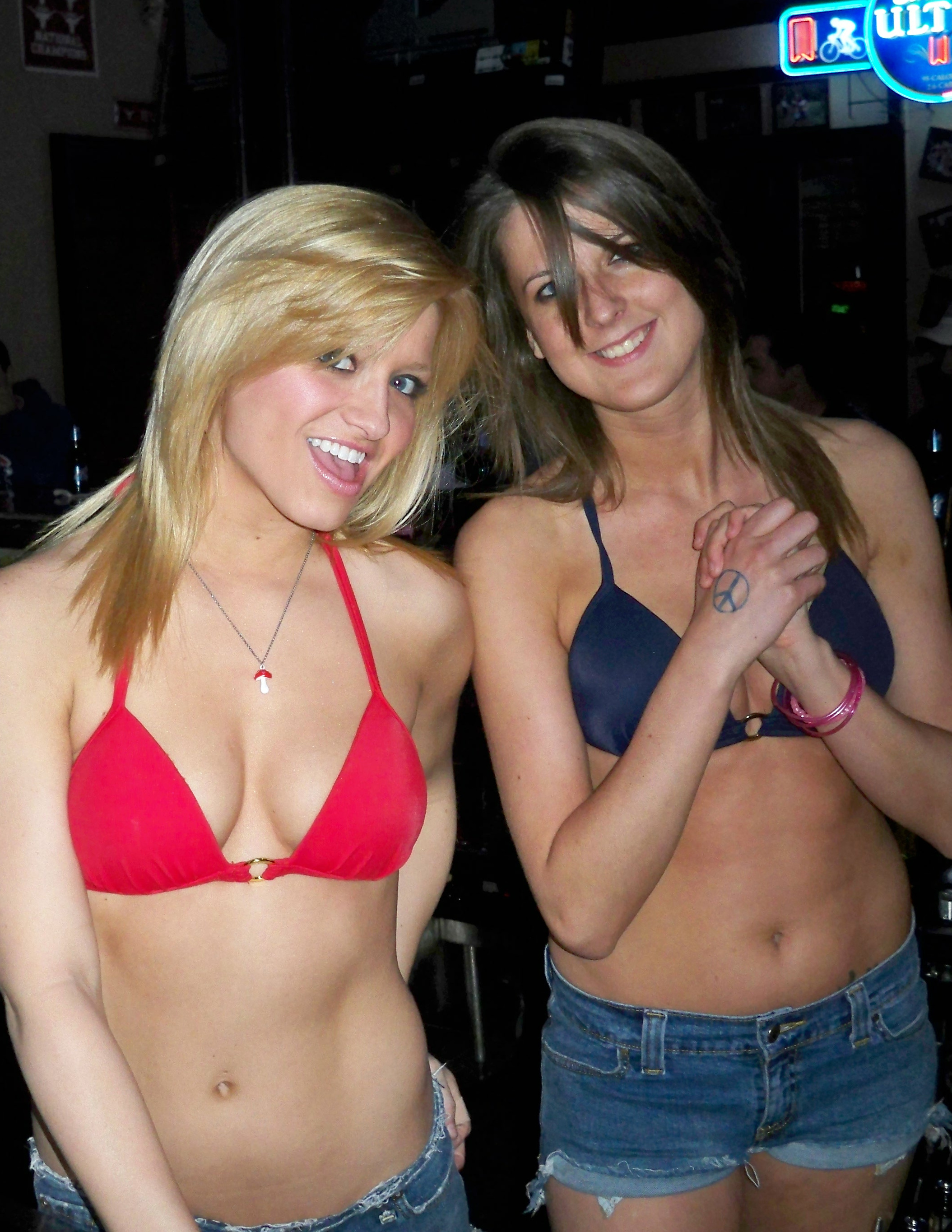
از پیشخدمت‌های بار و گریل ورزشی بیکینی (آستین، ۲۰۱۰)

برِستورانت (به انگلیسی: Breastaurant، از ادغام Breast «پستان» و Restaurant «رستوران») نوعی رستوران است که در آن، پیشخدمت‌های زن باید نیمه‌برهنه باشند. واژهٔ «برستورانت» در آغاز دههٔ ۱۹۹۰ پدید آمد؛ هنگامی که رستوران‌های زنجیره‌ای هوترس در آمریکا باز شدند. از آن زمان، رستوران‌های دیگری نیز از این الگو پیروی کردند؛ ازجمله ردنک هیون، تیلتد کیلت، توئین پیکس، اوخوس لوکوس، بار و گریل ورزشی بیکینی و بار و گریل وینگ‌هاوس.
بیشتر این رستوران‌ها، نام تجاری دوپهلو و جنسی دارند، و شاید تِم‌های مطابق‌با شئونات را نیز داشته باشند؛ هم در تزئینات و هم در فهرست غذا. این رستوران‌ها گاهی خدماتی ویژه را برای مشتریان در نظر می‌گیرند، مانند نوشیدنی‌های الکلی و لاس‌زنی با پیشخدمت.

## تاریخچه

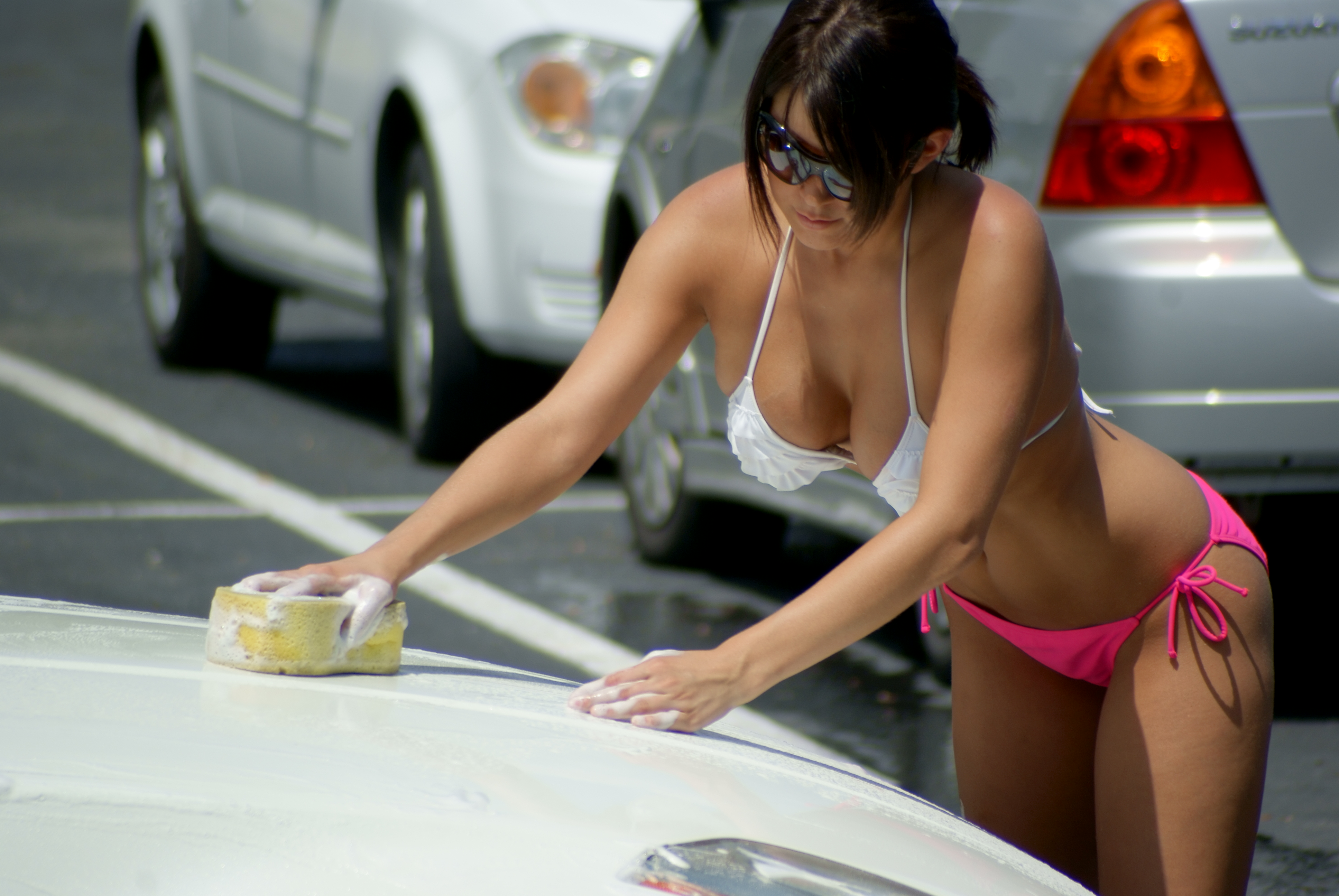
یکی از پیشخدمتان توئین پیکس ماشین یکی از مشتریان را می‌شوید (آستین، ۲۰۱۲)

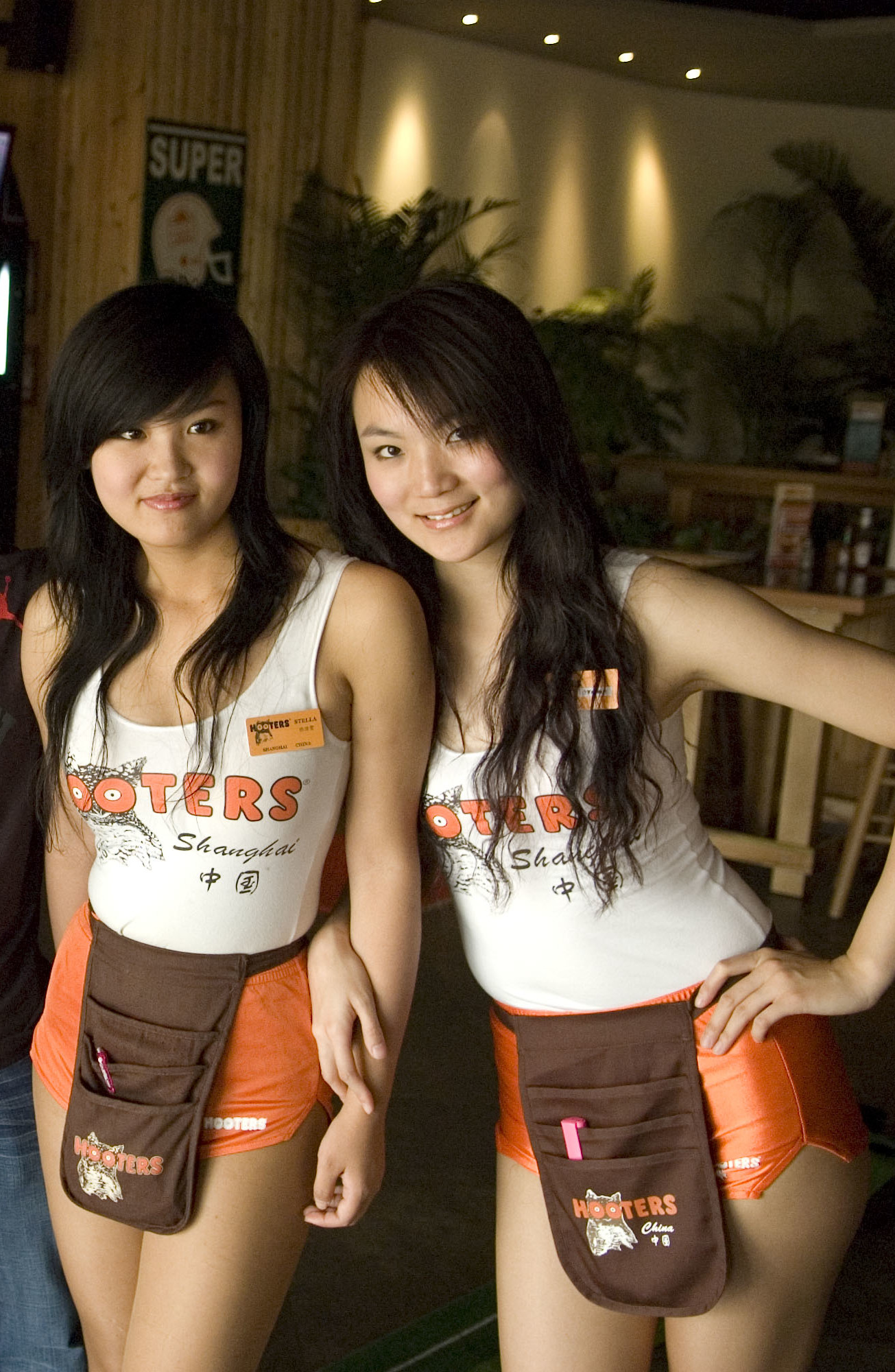
کارکنان هوترس در شانگهای، چین، ۲۰۰۷

هوترس عنوان نخستین برستورانت را دارد، و از سال ۱۹۸۳ تا به‌امروز کار می‌کند. اندکی پس از آن، کمپانی‌های دیگری نیز از این الگو پیروی کردند. برپایهٔ پژوهش شرکت صنایع غذایی تِکنومیک، هر سه برستورانت زنجیره‌ای برترِ ایالات متحده پس از هوترس، سال ۲۰۱۱ رشدی ۳۰٪ یا بیشتر را در فروش خود داشتند.
اکتبر ۲۰۱۲، بار و گریل ورزشی بیکینی توانست «برستورانت» را به‌عنوان نشان تجاری در اداره ثبت اختراع و نشان تجاری ایالات متحده ثبت کند؛ ولی در ۲۴ مه ۲۰۱۹، این نشان تجاری به‌دلیل عدم‌تمدید، منقضی شد. بار و گریل ورزشی بیکینی، واپسین رستوران خود را پیش‌تر در ۲۳ دسامبر ۲۰۱۸ بسته بود.

## برستورانت‌های مردانه
رستوران‌هایی با کارکنان مرد و تمرکز مشابه بر ظاهر آنان، مانند تالی‌وَکرز، با مردانی نیمه‌برهنه، که در دالاس و تگزاس در ماه مه ۲۰۱۵ باز شدند و در اوت ۲۰۱۶ بسته شدند. در ژاپن، شرکت‌هایی مانند کافه ماچو و گوشت‌فروشی ماچو هستند، که در آنها، مردانی عظلانی غذا و نوشیدنی سرو می‌کنند.

## نکوهش‌ها
برستورانت‌ها را برای رفتار کالامانند با زنان می‌نکوهند.